# Brogården
För orten i Uppsala kommun, se Brogården, Uppsala kommun, för den nya tätorten i Uppsala kommun, se Lindbacken
Brogården är en egendom strax utanför Skara.
Brogården är uppförd på lämningarna av ett medeltida franciskanerkloster, och var senare ett prebendehemman för förste filosofie lektorn vid Skara gymnasium. Det uppläts 1775 åt Peter Hernqvist för att där anlägga en veterinärskola.
Här inrättades därefter Skara veterinärinrättning, som senare blev skola för hovslagarutbildning. Idag finns Veterinärmuseet i Brogården. Det är ett upplevelsesmuseum som visar svensk veterinärmedicins historia från 1700-talet och framåt till nutid.